# Parc du manoir de Raadi
Le parc de Raadi (estonien : Raadi park) ou parc du manoir de Raadi (estonien : Raadi mõisa park) est un parc du quartier Raadi-Kruusamäe à Tartu en Estonie.

## Présentation
Le parc est situé dans la partie nord-est de la ville de Tartu, sur la rive sud-ouest du lac de Raadi. 
Le parc borde le lac de Raadi au nord-est et la Narva maantee le longe au nord-ouest.
L'ancienne carrière de gravier de Raadi est située en bordure sud-est et sud-ouest du parc.

## Histoire
Le Raadi Park est l'un des meilleurs exemples de conception de parc dans l'histoire des parcs de manoirs estoniens. 
Le parc a été conçu par Reinhold Wilhelm von Liphart et par Peter Joseph Linne dans les années 1840. Au début du XXe siècle, le parc a été repensé par Maximillian von Sievers et Moritz von Engelhardt.
Dans le parc supérieur, une partie du parc historique du manoir de Raadi, la conception originale est en grande partie préservée. 
À côté du parc inférieur de style jardin à l’anglaise, le Dendropark de l'Université de Tartu a été créé en 1923, en mettant l'accent sur la richesse des espèces. 
Cette partie a un réseau de sentiers qui divise le parc en plus petites parties de formes différentes.
Le parc de Raadi a été inclus dans le plan de conservation de la nature par la décision n ° 306 du comité exécutif de la ville de Tartu TSN le 4.10.1957 (partie de l'arboretum) et par la décision n ° 186 (partie du parc) du comité exécutif de la ville de Tartu RSN le 29 juillet 1986.

## Galerie

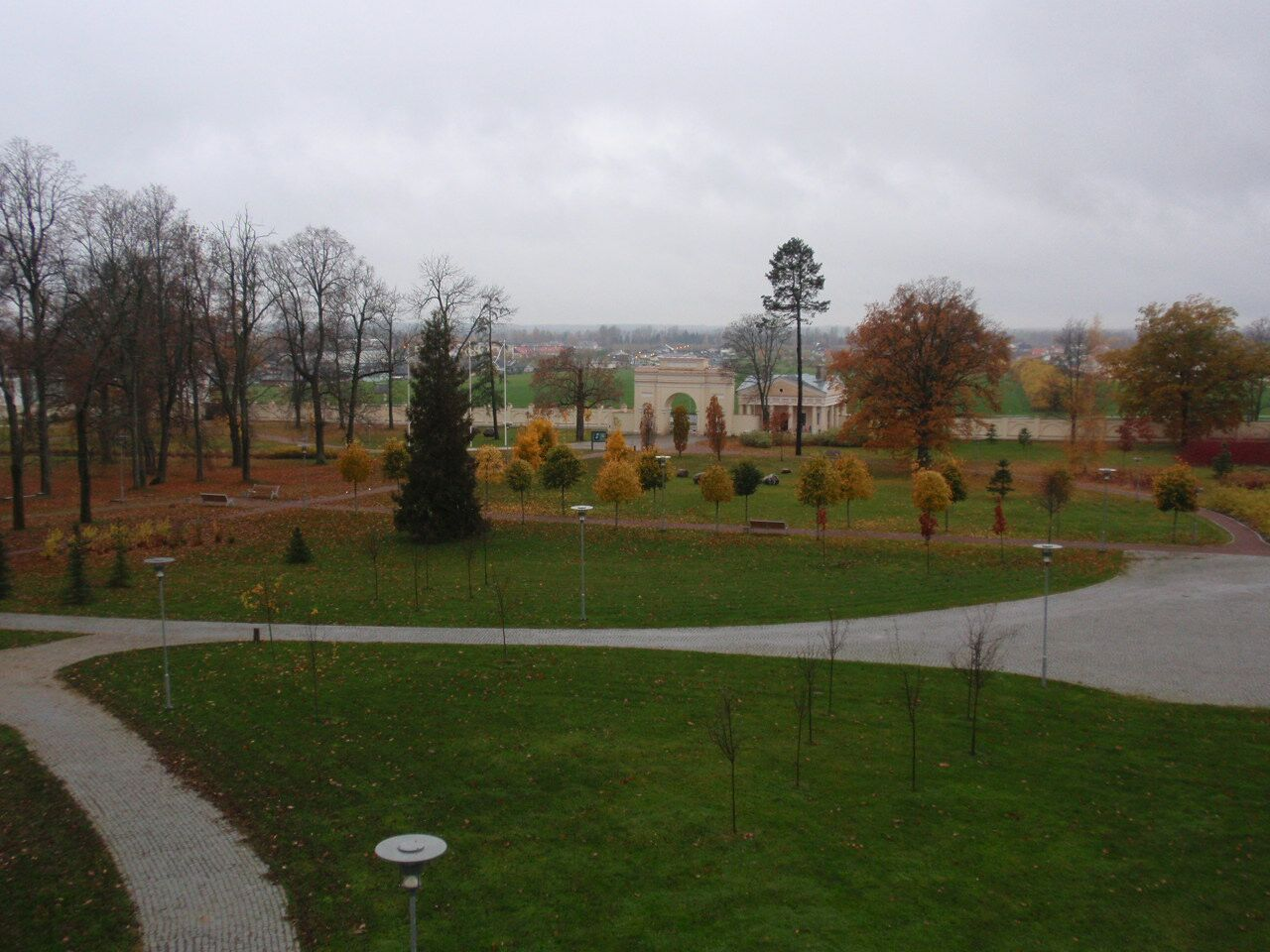
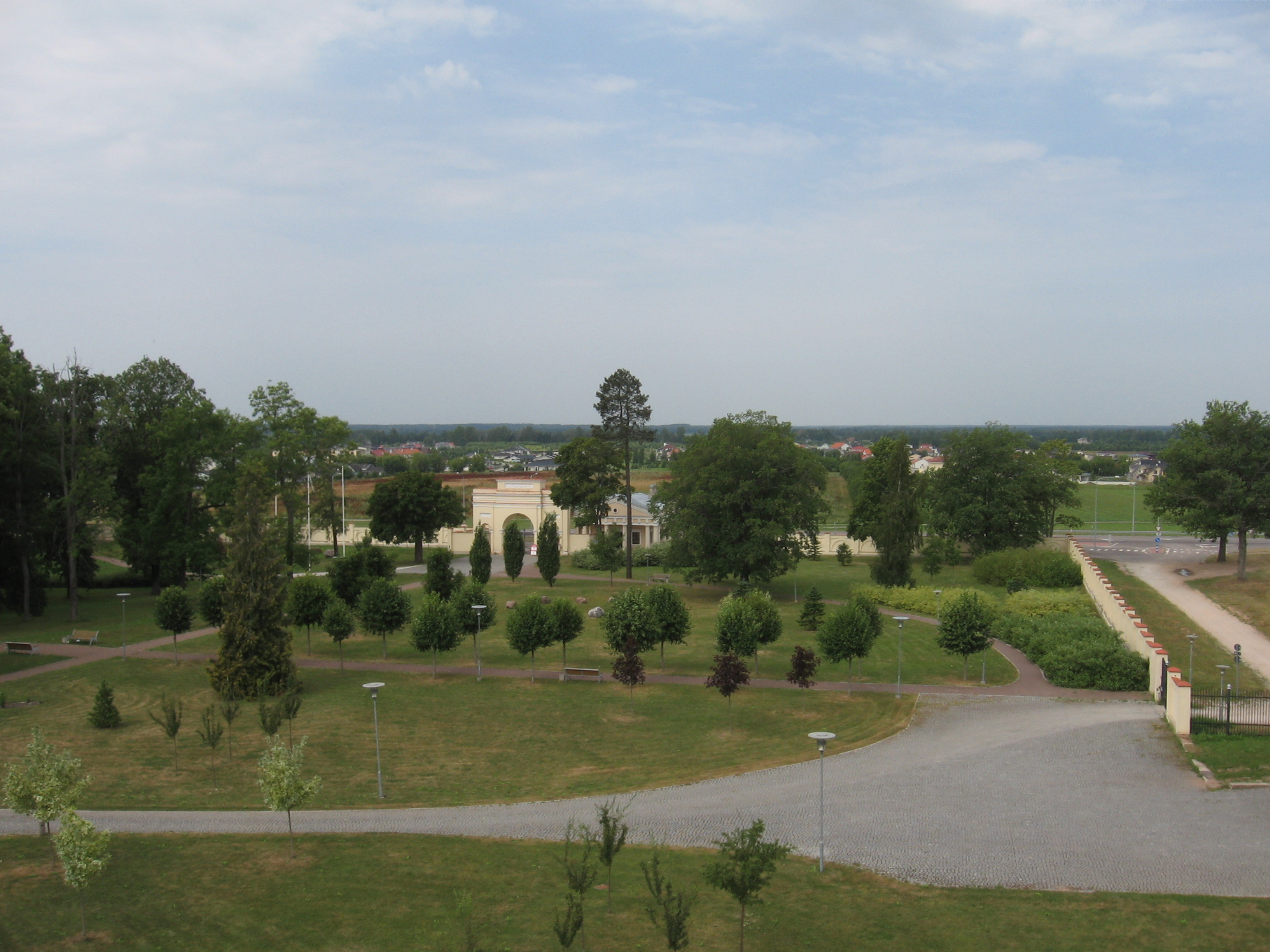
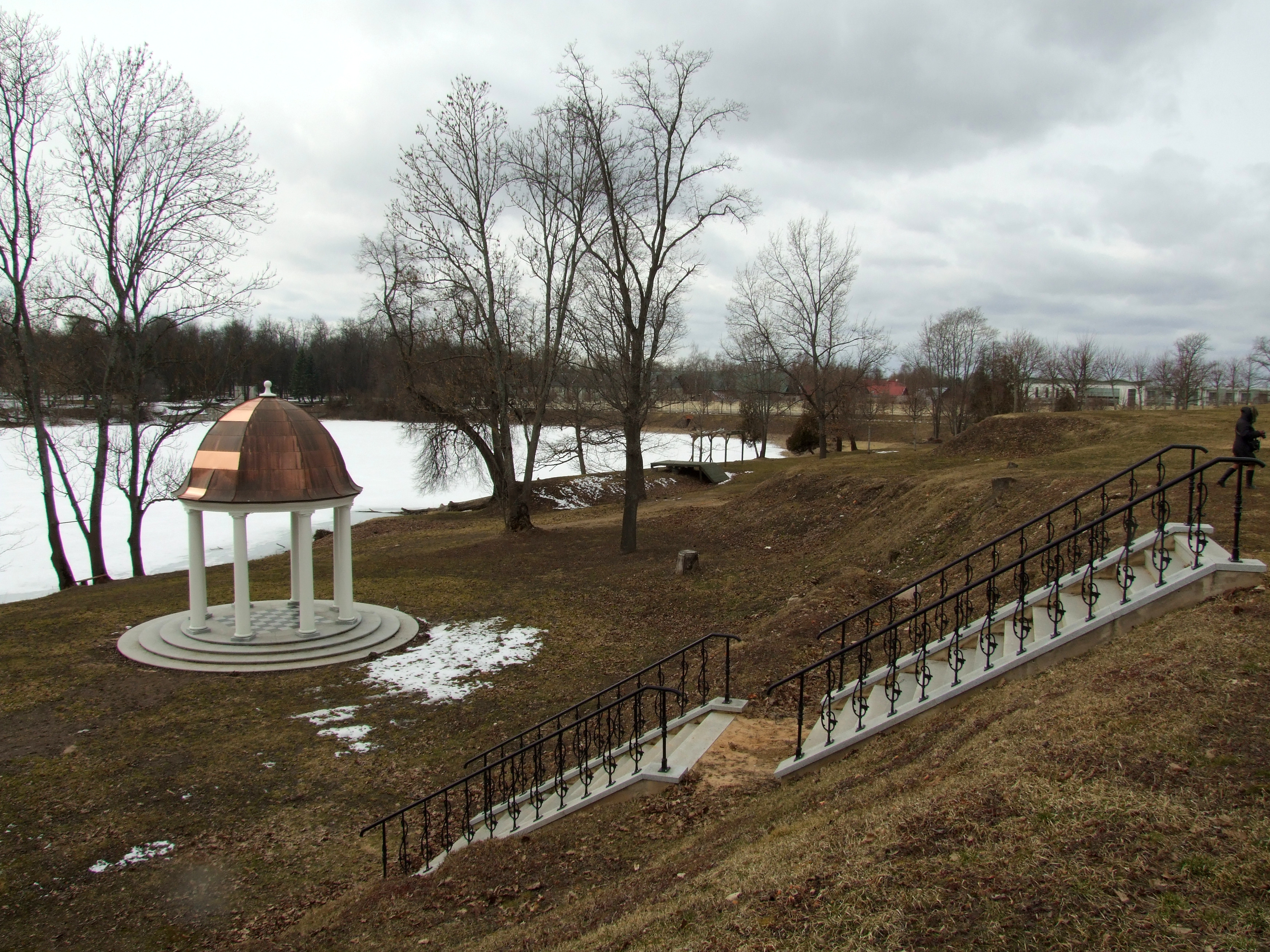
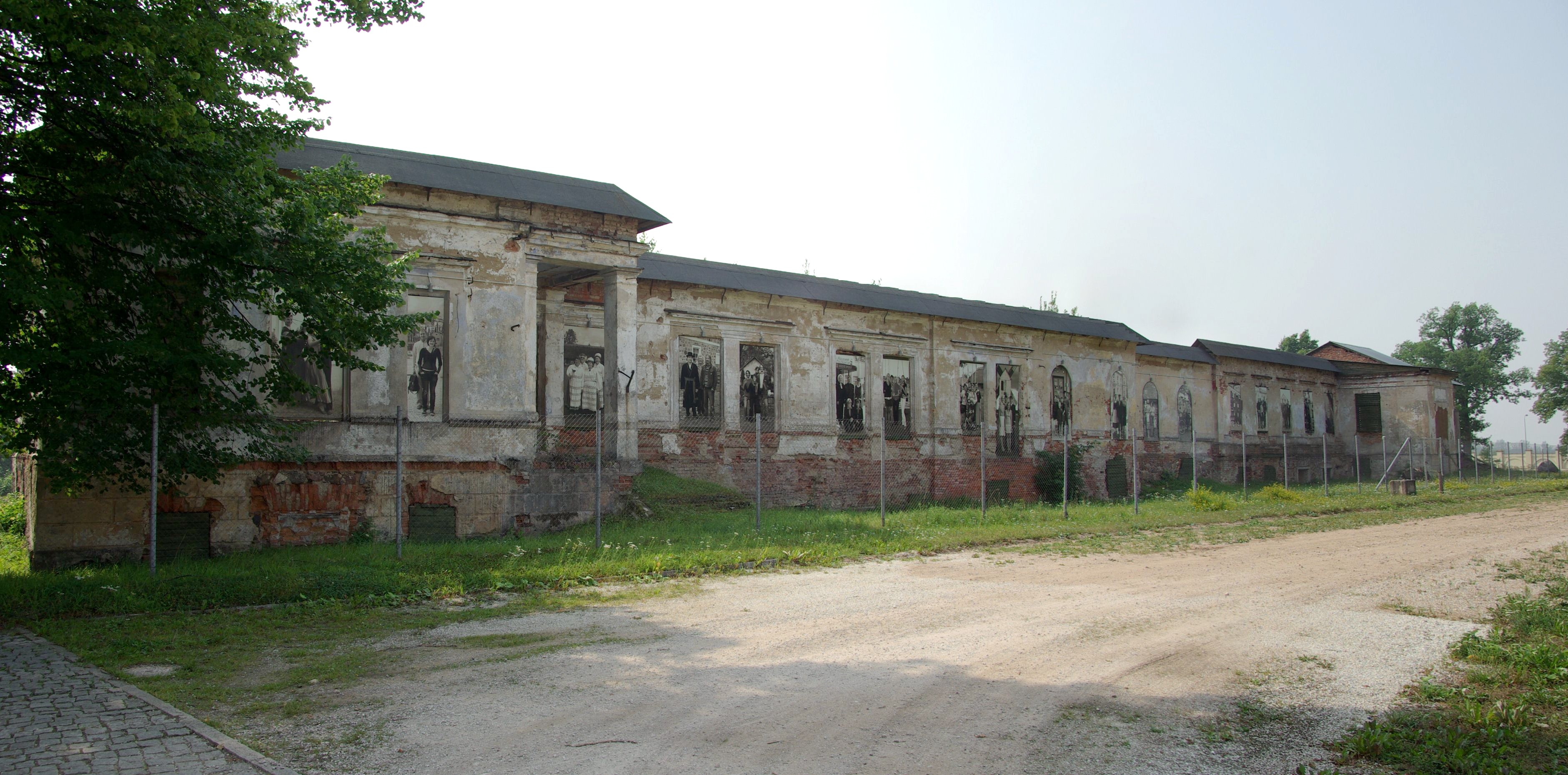